# Christianisierung
Christianisierung (von kirchenlateinisch: christianizare) bezeichnet die Ausbreitung des Christentums als vorherrschende Religion in zuvor mehrheitlich nicht christlich geprägten Regionen oder Ländern.

## Zum Sprachgebrauch
Im Unterschied zur individuellen Bekehrung eines Einzelnen beschreibt die Christianisierung den in historischer Dimension verlaufenden Prozess, bei dem ganze Völker oder Kulturkreise mehrheitlich den christlichen Glauben annehmen. Dies kann aus freiem Willen geschehen, jedoch auch durch Gewalt erzwungen werden.
Mission und Christianisierung sind verwandte Begriffe, wobei Mission sich auf den theologischen Aspekt und Christianisierung sich auf den langfristigen kulturellen und historischen Aspekt bezieht. Christianisierung ist Mission ganzer Völker, im historischen Horizont betrachtet.

## Christianisierung und Glaube

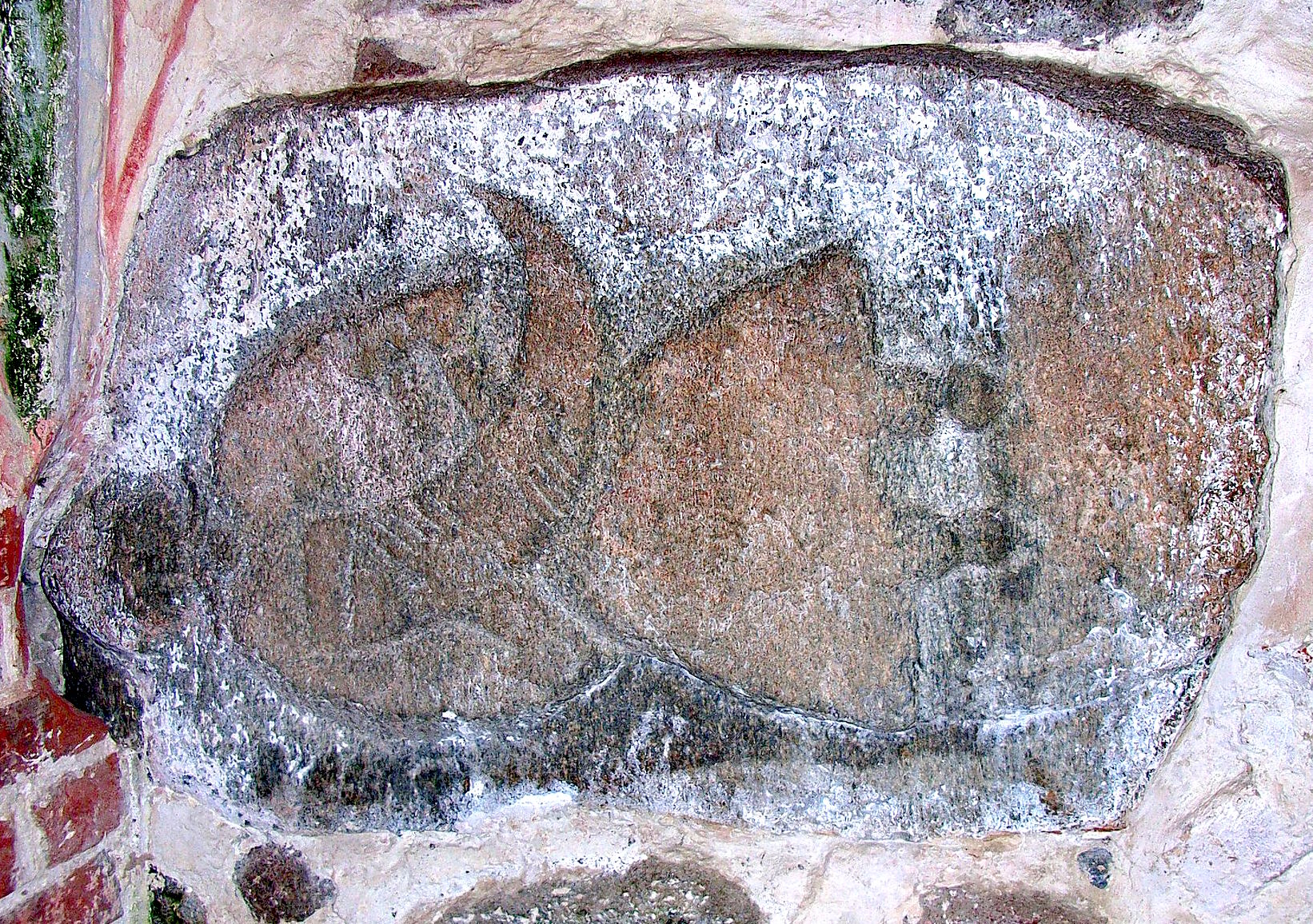
Svantevitstein in Altenkirchen, Rügen

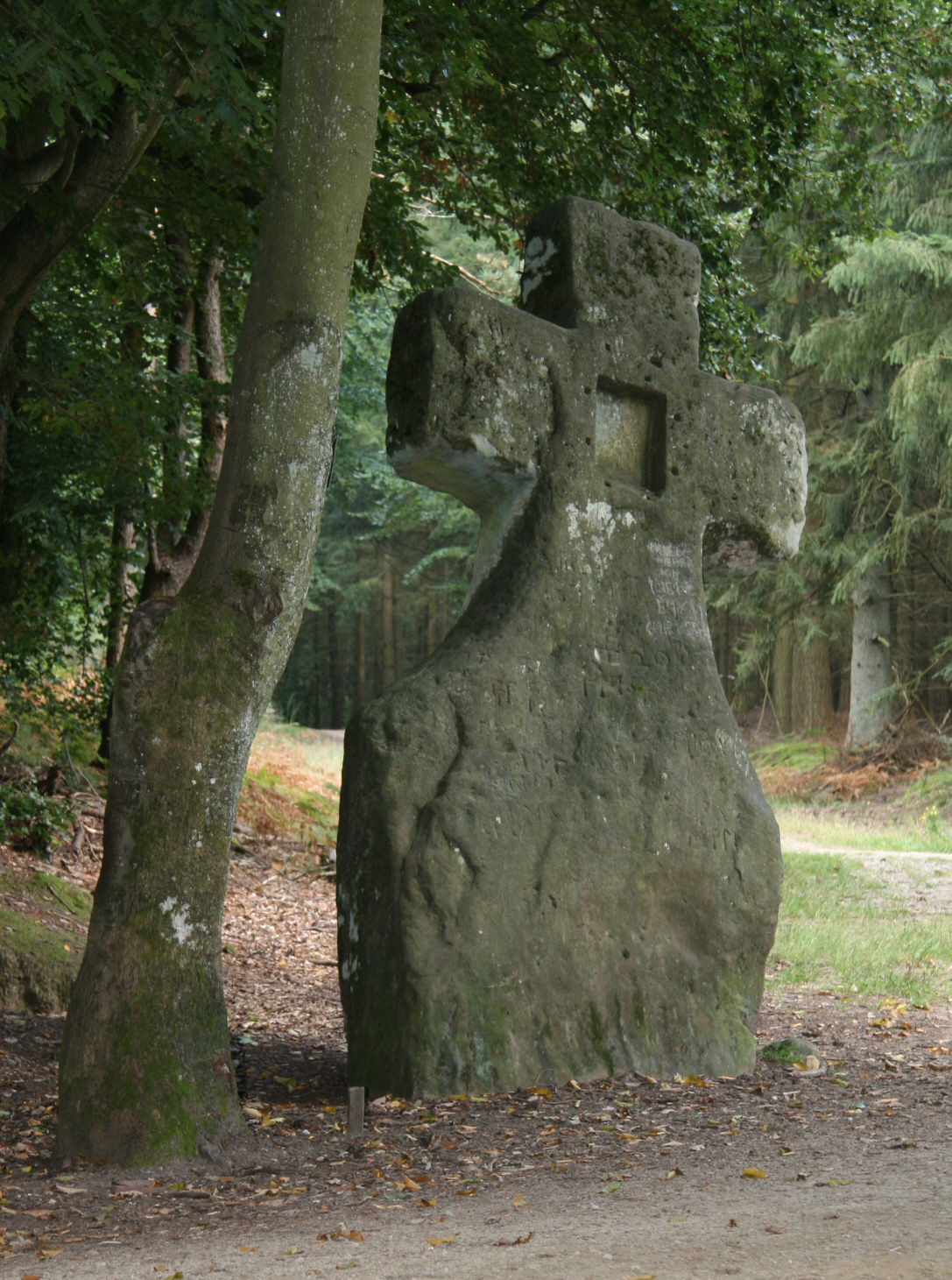
Fraubillenkreuz

Viele der ersten Kirchen wurden auf oder in ehemaligen paganen (heidnischen) Kultstätten, wie markanten Bergkuppen oder Hainen errichtet, da diese Örtlichkeiten bereits als heilig galten und die zu Missionierenden sich dort weiter versammelten. Das belegen u. a. die Standorte mancher alten Kapellen und Kirchen heute noch. Papst Gregor der Große wies z. B. seinen englischen Abt Augustinus im Jahr 601 an, die heidnischen Heiligtümer zu schonen, sie nicht zu zerstören, sondern sie durch Errichten von Altären zu christlichen Kultstätten zu weihen.
Man huldigte dem neuen Glauben anfangs meist weniger aus Überzeugung, sondern weil die Macht des Königs dahinterstand und weil man sich davon Vorteile erhoffte und auch erhielt. Die Bischöfe von Mainz und Würzburg führten wiederholt Klage, dass ihre Schäflein „… immer noch und immer wieder heimlich an ‚heiligen‘ Bäumen, Felsen und Quellen opferten.“ Die „Bekehrten“ fürchteten offenbar die Rache der Ahnen, so ganz wollte man es sich mit ihnen nicht verderben.
Andere heidnische Orte, wie Felsen und viele der Hünengräber in Norddeutschland, wurden zu Zwecken der Abschreckung mit unheimlichen Namen versehen (Teufelssteine, Teufelsbackofen etc.), die sie teilweise bis heute tragen. Diese Entwicklung ist in Skandinavien nur stark abgemildert anzutreffen.
Manchmal wurden Götterbilder, heilige Steine oder ganze Monumente in Kirchen eingebaut, zu Kirchen umgebaut oder zu christlichen Symbolen umgestaltet. Beispiele sind die Christianisierten Megalithmonumente, der in der Kirche von Altenkirchen verbaute Svantevitstein und das aus einem Menhir herausgearbeitete Fraubillenkreuz auf dem Ferschweiler-Plateau in der Eifel. Heidnische religiöse Bräuche erhielten sich nach der Christianisierung oft noch lange als Brauchtum.
Die Christianisierung war nach den ersten Jahrhunderten der Missionierung durch Mönche und Prediger später häufig auch eine Machtfrage, in Schlachten unterlegene Gruppen und Stämme des Frühmittelalters etwa ließen sich als Zeichen der Unterwerfung taufen oder wurden (kirchenrechtlich allerdings abgelehnt) zwangsgetauft. Weltliche und göttliche Macht gingen, wie bei Karl dem Großen, Hand in Hand. In vielen Fällen wurden bei der Christianisierung auch Elemente oder Teile der heidnischen religiösen Kultur übernommen.
Es gibt jedoch auch Beispiele, wie das Christentum in den lokalen kulturellen Kontext übertragen und mit den Mitteln dieser Kultur ausgedrückt wurde. Dazu gehören der sächsische Heliand ebenso wie Navidad Nuestra in Südamerika, das Masai-Bekenntnis aus Ostafrika und insbesondere die Afrikanischen Kirchen.
In einigen Fällen entwickelten sich nicht nur neue Formen des Christentums im Kontext der lokalen Kultur, sondern diese Völker wurden durch die Christianisierung zu einer kulturellen Identität befähigt (z. B. die Slawische Christianisierung durch Kyrill und Method).
Andererseits wurden später auch intakte Kulturen zerstört (Malaiischer Archipel, Ozeanien). Oftmals gingen (ab der frühen Neuzeit) christliche Mission und Kolonialisierung Hand in Hand, während anderenorts scharfe Gegensätze zwischen Missionaren und Kolonisatoren aufbrachen.
Christianisierung in moderner Zeit geht oft einher mit Entwicklungshilfe. Es werden christliche Werte vermittelt und Infrastrukturen, wie etwa Schulen, Pflegeheime oder auch Krankenhäuser, errichtet. Zugleich werden Kirchen, Klöster oder Missionsstationen gebaut. Es erwachsen neue kulturelle Macht-Zentren, die in der Folge ganze Regionen dominieren. So stellte man in Lateinamerika die Religion der indigenen Völker als Aberglauben dar, ihren Lebensstil als primitiv, und glich sie europäischen Normen wie Sesshaftigkeit, Ackerbau, Kleidung an, was bereits Alexander von Humboldt in seinen Reiseberichten 1800 ff zu kritischen Bemerkungen veranlasste.

## Erscheinungsweisen
Christianisierung ist auf viele Arten geschehen, und in den meisten Fällen spielten mehrere Faktoren zusammen.
Faktoren auf religiösem Gebiet:
- In den ersten Jahrhunderten nach Christus erfolgte Christianisierung paganer Gebiete fast ausschließlich durch christliche Vorposten (Einsiedeleien, Klöster, Missionsstationen) durch Mission oder Diakonie, wodurch innerhalb der Bevölkerungen für das Christentum geworben wird. Beispiele sind die Mission von einzelnen reisenden Missionaren (Paulus im Römischen Reich, Bonifatius in Deutschland, Patrick in Irland, Kyrill und Method unter den Slawen) oder Missionarinnen (Nino in Georgien), die in der Folge zu Gemeindegründungen führte (natürlich gab es immer wieder Rückschläge in diesem „von unten“ wachsenden Prozess).
- Einen großen Einfluss hatten auch freiwillige oder erzwungene Ortsveränderungen von Christen (Zerstörung von Jerusalem, Sklavenhandel und römische Armee in der Antike, Auswanderer und Siedler), die am neuen Ort ihren Glauben weiter pflegen und Einheimische dafür gewinnen.

Faktoren auf politischem Gebiet:
- Heiratspolitik (Burgunden),
- systematische Förderung des Christentums und Verbot nichtchristlicher Kulte (z. B. im Römischen Reich der Spätantike),
- Kolonialisierung (Amerika),
- militärische Aktionen (Sachsenkriege, Kreuzzüge oder andere Zwangsmaßnahmen)
- Eroberung (Baltikum, Reconquista, Buren in Südafrika)
- Bedrohung heidnischer Reiche (Dänemark, Schweden) durch benachbarte christliche Herrscher und dadurch ausgelöste „freiwillige Taufen“ etwa bei Harald Blauzahn.

Die Gewinnung des jeweiligen Herrschers für das Christentum war in manchen Fällen ein wesentlicher Faktor für die Christianisierung, in anderen kam sie erst nach ziemlich vollendeten Tatsachen oder spielte überhaupt keine Rolle (z. B. Nordamerika). In Kulturen mit ausgeprägtem Gemeinschaftsbewusstsein konnte die Bekehrung des lokalen Oberhaupts auch fast selbstverständlich zur Bekehrung seiner Gefolgsleute führen, da die Gemeinschaft für alle wesentlicher war als die individuelle Entscheidung über die Religionszugehörigkeit.
In manchen Fällen führte die Christianisierung zur Eingliederung in die katholische Kirche, in anderen Fällen bildeten sich eigenständige lokale Kirchen (keltisches Christentum in Irland, bzw. in Russland, Nordamerika, afrikanische Kirchen). An manchen Orten wurde das Christentum zur Staatsreligion erklärt, andere weitestgehend christianisierte Länder lehnen staatlichen Einfluss auf die Religion prinzipiell ab.

## Geschichte der Christianisierung

Kirchliche Verhältnisse im Europa des Mittelalters (Karte von 1872)

### Frühphase der Christianisierung
Parallel zu bereits bestehenden jüdischen Gemeinden bildeten sich schon im 1. Jahrhundert christliche Gemeinschaften in Rom und in vielen weiteren Städten des Römischen Reichs, wie die Briefe des Apostels Paulus etwa an die Korinther oder die Epheser belegen. Die Bezeichnung „Christianoi“ für die Anhänger der neuen Glaubensgemeinschaft wurde erstmals in Antiochia verwendet.  Auch in Ägypten ist das Christentum bereits im 1. und 2. Jahrhundert nachgewiesen: durch Apostelgeschichte 18,24, durch Papyrus 52, der Zeilen des Johannesevangeliums enthält, durch den Patriarchen Demetrius (188/89–231 n. Chr.) und durch die erste Katechetenschule des Christentums in Alexandrien. Den frühesten bislang entdeckten Beleg für die Anwesenheit von Christen nördlich der Alpen stellt die 2018 ausgegrabene Frankfurter Silberinschrift aus der Mitte des 3. Jahrhunderts dar. Über mehrere Jahrhunderte liefen christlicher und nichtchristlicher Glaube sowie deren Kulte parallel.
Das erste christianisierte Reich war das Königreich Armenien. Um 301 kam es der Legende nach durch die Bekehrung des Königs Trdat III. zur Proklamation des Christentums als Staatsreligion; tatsächlich dürfte sich dieses Ereignis aber wohl erst 314/315 abgespielt haben, da sich um 301 die diokletianische Christenverfolgung zutrug. 
Die Christianisierung des Römischen Reiches zog sich seit der konstantinischen Wende über Jahrhunderte hin und war erst am Ende der Spätantike abgeschlossen, wenngleich alle nichtchristlichen Religionen bereits 380 verboten worden waren. Im 5. Jahrhundert waren die Anhänger der paganen Kulte bereits in der Minderheit, und auch Mitglieder der Oberschicht wandten sich verstärkt dem Christentum zu. Zwar wurden ab Ende des 4. Jahrhunderts zunehmend Gesetze gegen pagane Kulthandlungen erlassen, doch wurden sie zunächst anscheinend kaum ernsthaft umgesetzt. Pagane Amtsträger waren noch im 5. Jahrhundert im römischen Staatsdienst geduldet. Eine Zwangschristianisierung fand nicht statt, vielmehr verloren die paganen Kulte an Anziehungskraft, während sich für Christen neue Aufstiegschancen ergaben. Am Ende der Spätantike wurde jedoch auch stärker gegen die Überreste der paganen Kulte vorgegangen, so zur Zeit Justinians.

### Christianisierung im Mittelalter
Eine herausragende Rolle in der frühmittelalterlichen Missionierung von Mitteleuropa um das 6. Jahrhundert spielten iro-schottische Mönche sowie die Einflüsse Roms. Irland wurde seit dem 5. Jahrhundert von Patrick von Irland christianisiert. Dort bildete sich eine eigenständige Irische Kirche und ein ganz unabhängiges keltisches Christentum heraus, das nicht durch Bischöfe, sondern durch Klöster geleitet wurde. In diesen Abteien gestaltete sich das Leben nach anderen Regeln, und es entwickelte sich eine hohe Kultur der Buchkunst mit reich verzierten Bibeln und anderen Büchern. Da Irland abseits der Ströme der Völkerwanderung lag, blieb hier ein großer Teil des Wissens der Antike erhalten und wurde auch durch Klöster bewahrt. Dabei hatten es die irischen Mönche, da es an einer zentralstaatlichen Einheit fehlte, immer wieder mit lokalen Herrschern zu tun, die kirchenfeindlich eingestellt waren und ebenso wie die Wikinger Klöster ausraubten. Dies hielt im Wesentlichen bis ins Hochmittelalter an. Erst im 12. Jahrhundert wurde die Irische Kirche auf Beschluss der Synode von Cashel nach römischem Vorbild umgestaltet, wobei Rom unter anderem wegen der anglo-normannischen Besetzung schnell wieder an Einfluss verlor. Mönche der irischen Kirche zogen sich immer wieder in Eremitagen und auf einsame Inseln zurück oder verließen die Insel und waren missionarisch aktiv.

Rekonstruktion eines Klerikers des 7. Jahrhunderts

Das Wandermönchtum hatte hier eine wichtige Bedeutung. Im 6. Jahrhundert wurde nicht nur die Missionierung Schottlands und Nordenglands unter Columban von Iona begonnen, sondern irische Mönche reisten auch nach Gallien, Süddeutschland und der Schweiz (Columban von Luxeuil), wo sie Klöster gründeten. Im Frankenreich wurde 499 mit der Taufe Chlodwigs auch die bis dahin heidnische fränkische Oberschicht römisch-katholisch. In der Folge von Columbans Missionsreisen auf dem Festland, war die iroschottische Mission so erfolgreich, dass dort im 7. Jahrhundert rund 300 Klöster gegründet wurden. Zuvor war fast ausschließlich die Stadtbevölkerung christlich geworden, doch jetzt gelang auch eine wirksame Christianisierung in ländlichen Gebieten.
Im 7. Jahrhundert wurde England gleichzeitig von Iro-schottischen und römisch-katholischen Missionaren missioniert, was wegen des unterschiedlichen Kirchenverständnisses zu Konflikten führte. Auf der Synode von Whitby wurde 664 zugunsten des römischen Ritus entschieden. Auch von England aus reisten zahlreiche Missionare auf den Kontinent, die sich insbesondere den mit den Angelsachsen verwandten germanischen Völkern widmeten. Die herausragende Figur dabei war Bonifatius, der in Hessen und Thüringen auf bereits von der iroschottischen Mission christianisierte Bevölkerungsteile stieß, sie neu organisierte nach römischem Vorbild und insbesondere in Hessen und Franken zahlreiche Klöster gründete.
Bonifatius betrachtete das keltische Christentum als ungenügend und verlangte ihre Unterwerfung unter Rom. Keltische Geistliche, die nicht dem Papst unterstellt waren, bezeichnete er als falsche Propheten, Götzendiener und Ehebrecher (da sie als Geistliche verheiratet waren). Die auf dem gallischen Konzil von Autun als verbindlich verabschiedete Ordensregel Benedikts wurde von ihm verbreitet und sollte die iroschottische Regel Columbans verdrängen. Insbesondere in Bayern traf er dabei auf energischen Widerstand der iroschottisch geprägten Christen.
Die Sachsen wurden im 8. und 9. Jahrhundert durch Karl den Großen teilweise gewaltsam zum Christentum gebracht. Karl besiegte um 800 die Sachsen in Norddeutschland und erließ in der Capitulatio de partibus Saxoniae Vorschriften wie z. B.:
- 8. Sterben soll, wer Heide bleiben will und unter den Sachsen sich verbirgt, um nicht getauft zu werden oder es verschmäht, zur Taufe zu gehen.
- 21. Wer Gelübde nach heidnischem Brauch an Quellen, Bäumen oder Hainen darbringt oder nach heidnischem Brauch opfert und ein Gemeinschaftsmahl zu Ehren der Götzen veranstaltet, zahlt als Edeling 60, als Friling 30, als Late 15 sol. Und wenn er das Geld nicht hat, soll er es im Dienste der Kirche abarbeiten.

Die Ottonen wurden anschließend im 10. Jahrhundert eine starke Stütze des westeuropäischen Christentums. Der Nordosten Deutschlands kam erst im 10. Jahrhundert zum Christentum. Die etwa 820 angelaufene Christianisierung Skandinaviens war etwa um 1030 abgeschlossen. Eine wichtige Rolle hierbei spielte Missionsbischof Ansgar.
Böhmen wurde in erster Linie von Deutschland her missioniert. Im 10. Jahrhundert war Wenzel von Böhmen ein christlicher Herrscher, der von seinem heidnischen Bruder Boleslav I. ermordet wurde. Dessen Sohn, Boleslav II. förderte allerdings wieder aktiv das Christentum, gründete Klöster und baute Kirchen, und vervollständigte die nominelle Christianisierung Böhmens.
Um einer möglichen Zwangsbekehrung der Länder Polens durch das Heilige Römische Reich zu entgehen, entschloss sich der Polanenfürst Mieszko I. im Jahr 966 durch seine Heirat mit Dubrawka, einer Tochter des Přemysliden Boleslav I., das Christentum von den Böhmen (Tschechen) anzunehmen.
Die Christianisierung Ungarns erfolgte im späten 10. und frühen 11. Jahrhundert und wurde hauptsächlich durch das Königshaus erreicht, insbesondere durch Stephan I.
Die Völker des Baltikums, die Prußen, Letten und andere baltischen Stämme, sowie die Esten und Wenden wurden erst im 10. bis 13. Jahrhundert im Zuge der deutschen Ostsiedlung zwangschristianisiert, wobei das Großfürstentum Litauen nicht erobert werden konnte und sich erst Ende des 14. Jahrhunderts zum Christentum bekehrte.
Wann die Christianisierung einer Region oder einer Gruppe abgeschlossen war und ab wann die vorchristlichen Kulte nur noch in Brauchtum und Aberglaube fortbestanden, lässt sich in der Regel kaum exakt bestimmen.

### Orthodoxe Mission
Die Christianisierung Osteuropas geschah im Wesentlichen von Konstantinopel aus.
Vom siebten bis neunten Jahrhundert wurden die Serben missioniert. Im neunten Jahrhundert übersetzten die aus Saloniki stammenden Brüder Kyrill und Method von Saloniki Teile des Neuen Testaments und der Liturgie ins Slawische und schrieben sie in der von Kyrill entwickelten glagolitischen Schrift nieder. Sie missionierten im Auftrag von Photius I. in Böhmen und Mähren, wo sie in Streitigkeiten zwischen der Westkirche und der Ostkirche verwickelt wurden. Mähren bekannte sich zum Christentum, wurde aber nach dem Einfall der Ungarn wieder mehrheitlich heidnisch.
Die Übersetzungen von Kyrill und Method spielten eine wesentliche Rolle bei der Verbreitung des Christentums in Bulgarien und nach 950 auch in Russland. 864 wurde Boris, der Khagan der Bulgaren getauft, was bald zu einer Massenbekehrung führte. Bulgarien war das erste Land, das offiziell eine slawische Liturgie einführte. Unter Boris’ Sohn  Simeon wurde das Land vollständig christianisiert. 917 erklärte sich die Bulgarische Kirche als autokephal unabhängig und wurde ein eigenes Patriarchat. Die Kirche war in der Lehre orthodox, in der Verwaltung aber unabhängig – die erste von mehreren slawischen Kirchen, die nach diesem Muster selbständig wurden.
Photius I. sandte im neunten Jahrhundert auch die ersten Missionare nach Russland. In der Mitte des zehnten Jahrhunderts gab es in der Hauptstadt Kiew eine christliche Kirche und die Großfürstin Olga von Kiew ließ sich taufen. Erst unter ihrem Enkel Wladimir I. (960 – 1015) kam es zu einer Massenbekehrung von Kiew und der Umgebung (siehe Christianisierung der Rus). 991 wurde die Bevölkerung von Nowgorod getauft. Beim Tod Wladimirs 1015 gab es drei Bistümer in Russland. Im zwölften Jahrhundert breitete sich das Christentum entlang der oberen Wolga aus. Die Mission geschah in erster Linie durch Mönche und es wurden zahlreiche Klöster gegründet.

### Christianisierung im Zuge des Kolonialismus
Die Kolonialregime europäischer Mächte seit dem 15. Jahrhundert bedurften der Rechtfertigung und der Vereinbarkeit vor allem mit der christlichen Religion, welche die kolonisierenden Eroberer mit ihren europäischen Entsendemetropolen verband. Mit der päpstlichen Bulle Inter caetera waren den Spaniern 1493 beispielsweise die Rechte an neuen Ländern in Amerika zugebilligt worden, denen sie den katholischen Glauben bringen sollten. Der europäische Kolonialismus im Zeitalter des Imperialismus begünstigte ebenfalls weder eine Kultur- noch eine Religionssynthese (Synkretismus). Bereits die frühesten spanischen und englischen Kolonialtheoretiker stilisierten die Eroberungen zu einer Heiden-Missionierung im Rahmen eines göttlichen Heilsplans oder der „Zivilisierung“ der „Barbaren“. Auch der spätere US-amerikanische und japanische Kolonialismus bedienten sich solcher sendungsideologischen Rhetorik.

## Kritik
Im Mittelalter wurden Zwangschristianisierungen von kirchlicher Seite oft abgelehnt, da die Ansicht vorherrschend war, dass der mit Gewalt aufgezwungene Glaube nicht dauerhaft sein könne. So äußerte zur Zeit Karls des Großen etwa Alkuin Kritik am königlichen Vorgehen: Zur Taufe könne ein Mensch getrieben werden, nicht aber zum Glauben. Kirchenrechtlich war die erzwungene Taufe ebenfalls untersagt; niemand sollte mit Gewalt zum Glauben gezwungen werden. Die Christianisierung Nord- und weiter Teile Osteuropas erfolgte weitgehend friedlich und auch nicht im Rahmen militärischer Expansion (wie bei den Karolingern und einigen folgenden Königen Ostfrankens), sondern durch Missionierungen. Dennoch kam es infolge der Kreuzzüge immer wieder auch zu gewaltsamen Übergriffen gegen Nichtchristen.
Heute wird die großflächige Zwangschristianisierung des Mittelalters und der Kolonialzeit differenziert betrachtet und mehrheitlich kritisch gesehen.